# Fysikalisk kosmologi
Fysikalisk kosmologi (alternativt fysisk kosmologi) är det vetenskapliga och akademiska studiet av frågor om universum med vetenskaplig metod och inbegriper att studera de storskaligaste strukturerna och universums dynamik och berör grundläggande frågor om dess ursprung, struktur, evolution och slutliga öde. Det studeras numera av forskare, som astronomer och teoretiska fysiker. Under huvuddelen av människans historia var det dock en gren av metafysik, mytologi och religion. Kosmologi som vetenskap har sitt ursprung i den kopernikanska principen, vilken innebär att himlakroppar lyder identiska fysikaliska lagar till dem på jorden och Newtons mekanik, som först tillät oss att förstå dessa fysiska lagar.
Kosmologi, som det nu förstås, började med utvecklingen 1915 av Albert Einsteins allmänna relativitetsteori, följt av stora observationella upptäckter på 1920-talet. Först upptäckte Edwin Hubble att universum innehåller ett stort antal externa galaxer bortom vår egen Vintergatan och därpå visade Vesto Slipher och andras arbeten att universum expanderar. Dessa framsteg har gjort det möjligt att spekulera om universums ursprung, och tillät inrättandet av Georges Lemaîtres Big bangteori, som den ledande kosmologiska modellen. Några forskare förespråkar fortfarande alternativ kosmologi, men flertalet kosmologer menar att Big bangteorin förklarar observationerna bättre.

## Universums historia
Universums historia har en central roll inom kosmologin. Förloppet är uppdelat i perioder som kallas epoker, enligt de dominerande krafterna och processerna under varje period. Den rådande kosmologiska standardmodellen är känd som Lambda-CDM-modellen.